# Blanca Catalán de Ocón i de Gayolà

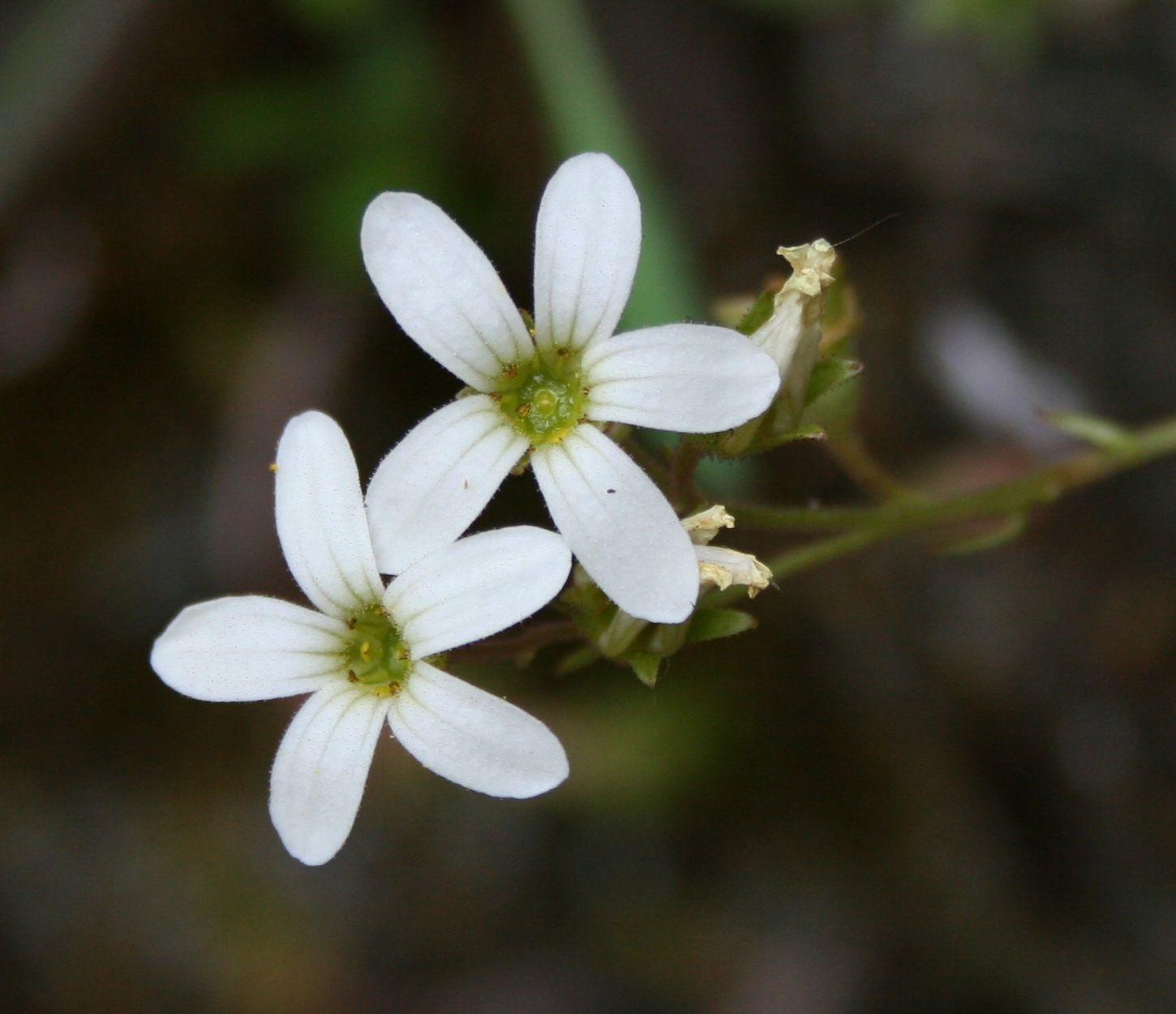
Saxifraga carpetana, va ser batejada com a S. blanca en el seu honor pel botànic HM Willkomm.

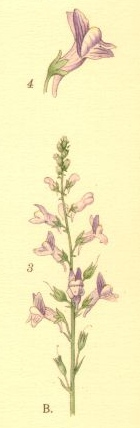
Il·lustració de Linaria alba

Blanca Catalán de Ocón i de Gayolà   (Calataiud, 22 d'agost de 1860 - Vitòria, 17 de març de 1904) es considera la primera botànica espanyola, i té el seu nom en la nomenclatura científica.

## Biografia
Va néixer el 1860 a la localitat saragossana de Calataiud, però des de petita va residir amb la seva família a Monreal del Campo, Terol. La seva mare, Loreto de Gayolà i de Casanovas, educada a Suïssa, va encoratjar les seves filles a desenvolupar els seus interessos per la botànica i l'entomologia i els va inculcar l'amor per la natura, que van gaudir sobretot a la casa de La Campana, a Valdecabriel, a la serra d'Albarrasí, on passaven llargues temporades. Igual que la seva germana Clotilde Catalán d'Ocón, va cultivar també la poesia.
Blanca Catalán va fer un petit herbari amb plantes de la zona d'Albarrasí, algunes de les quals eren espècies desconegudes. El canonge i botànic d'Albarrasí Bernardo Zapater la va posar en contacte amb el botànic alemany Heinrich Moritz Willkomm, que preparava el seu gran Prodromus Florae Hispanicae. Willkomm va inscriure el nom de Blanca al costat dels principals recol·lectors de plantes en la seva obra sobre la flora espanyola, i representa en una làmina la Saxifraga blanca.
Va ser reconeguda també pel botànic aragonès Francisco Loscos Bernal, fet que la va convertir en la primera botànica espanyola que va inscriure el seu nom en la nomenclatura científica universal. Loscos també es faria ressò aquests mateixos anys dels treballs de la naturalista al seu Tractat de plantes d'Aragó. Es va relacionar també amb el botànic valencià Carlos Pau, que li va dedicar el nom de l'espècie Linaria blanca (subespècie de la Linaria repens) i va descriure algunes de les espècies que ella li havia enviat, com Serratula albarracinensis (reanomenada Klasea nudicaulis). En virtut d'aquestes activitats, poc usuals en una dona del seu temps, Willkomm, en una carta a Zapater del 1879, la va considerar “la primera botànica d'Espanya”.
Se'n conserven dos dels seus herbaris: Records de la Serra d'Albarrasí. Herbari de botànica de plantes rares de Valdecabriel i Souvenir des Aigues-Bonnes. Herbier de Botanique des plantes rares de la Vallée d'Ossau.
El 1888, Blanca es va casar amb el jutge de Cartagena Enrique Ruiz del Castillo, destinat al jutjat de Vitòria, i va tenir dos fills. El 17 de març del 1904 va morir d'una malaltia pulmonar.
L'any 2019, l'escriptora Claudia Casanova va publicar l'obra de ficció Història d'una flor, basada en la vida de Blanca Catalán de Ocón.